# Ford Model Y
O Ford Model Y foi um automóvel produzido pela Ford of Britain, Ford SAF (França) e Ford Alemanha de 1932 a 1937. Foi o primeiro automóvel da Ford projetado especificamente para mercados externos, substituindo o Modelo A na Europa.

## Locais de produção
Ele esteve em produção na Inglaterra, onde se é lembrado como o "Ford Eight", refletindo sua classificação de potência para fins tributários, sendo produzido de 1932 até setembro de 1937, 
O carro também foi produzido na França (onde era conhecido como Ford 6 CV,   na França a sua produção durou até 1934, e na Alemanha era conhecido como Ford Köln e sua produção foi de 1933 a 1936.
Pequenos unidades foram montados na Austrália (onde também foi produzida uma versão coupé), Japão, Letônia e na Espanha, apelidado de Ford Forito. Os planos para montá-lo nos EUA foram desconsiderados depois que a contabilidade de seus custos de produção demostrou que seria mais viável continuar a produção do Ford Model B.

## Detalhes técnicos
O carro contava com um motor Ford sidevalve de 933 cc. O Model Y estava disponível nas versões de duas ou quatro portas. Em junho de 1935 a sua versão de duas portas foi o carro mais vendido na Grã-Bretanha na época a Ford pedia apenas £ 100 (cem libras) por ele, um preço que ficou no mercado até julho de 1937.
A suspensão foi feita pelas tradicionais molas de folhas transversais (suspensão independente) da Ford dianteira e traseira, ele era um carro de tração traseira e contava com uma caixa de marcha de três velocidades que, desde o início,  a sua velocidade máxima estava abaixo dos 60 mph (95 km/h) e consumo de combustível era 32 milhas por galão imperial (11.32 km/h por litro).